# Luojiang (Deyang)

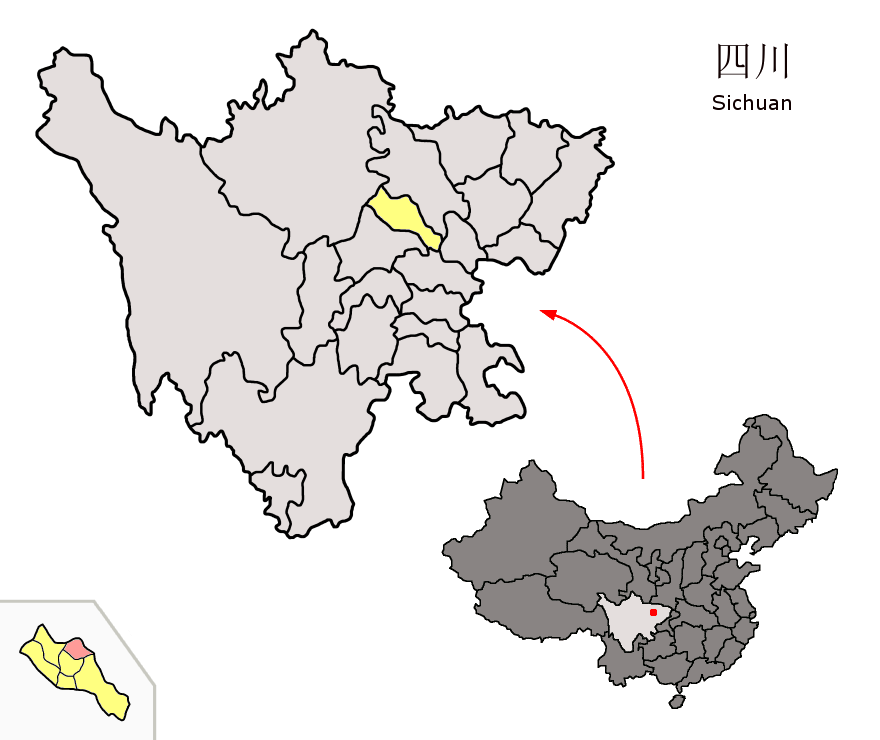
Lage von Luojiang (pink) im Kreis Deyang (gelb).

Luojiang (罗江区,  Luójiāng Qū) ist ein Stadtbezirk der bezirksfreien Stadt Deyang der chinesischen Provinz Sichuan. Er befindet sich im Nordosten der Chengdu-Ebene und hat eine Größe von 369,3 km² bei einer Ost-West-Ausdehnung von 35 km und Nord-Süd-Ausdehnung von 25 km. Er zählt 209.088 Einwohner (Stand: Zensus 2020). Er grenzt im Osten an Fucheng, im Süden an Zhongjiang, im  Süden und Westen an Jingyang und im Nordwesten an Mianzhu.
Loujiang befindet sich in einer subtropischen Klimazone. Es wird geprägt von einem zeitigen, aber unbeständigen Frühling, einem feuchten Sommer, einem regnerischen Herbst mit schnell sinkenden Temperaturen und einem trockenen Winter mit relativ wenig Frost. Die Jahresdurchschnittstemperatur liegt bei 16,5 °C, die jährlichen Niederschläge bei 910 mm. Pro Jahr gibt es im Schnitt 278 frostfreie Tage. Loujiang ist Teil des Gebietes, das vom Dujiangyan-Bewässerungssystem bewässert wird. Der wichtigste Fluss auf dem Territorium von Loujiang ist der Kai Jiang.
Luojiang ist reich an natürlichen Ressourcen. Es gibt Lagerstätten von mehr als einer Milliarde Kubikmeter Erdgas, daneben Schiefer, Torf, Bentonit, Bausand und Ton.
Verkehrstechnisch wird das Gebiet von der Bahnstrecke Baoji–Chengdu, der Autobahn Peking–Kunming, der Nationalstraße 108 erschlossen.
Die Ahnenhalle und das Grab von Pang Tong (Pang Tong ci mu 庞统祠墓) stehen seit 2006 auf der Liste der Denkmäler der Volksrepublik China (6-721).

## Administrative Gliederung
Auf Gemeindeebene setzt sich der Stadtbezirk aus zehn Großgemeinden  zusammen. Diese sind:
- Großgemeinde Wan’an (万安镇);
- Großgemeinde Yanjia (鄢家镇);
- Großgemeinde Jinshan (金山镇);
- Großgemeinde Lüeping (略坪镇);
- Großgemeinde Yuying (御营镇);
- Großgemeinde Huijue (慧觉镇);
- Großgemeinde Tiaoyuan (调元镇);
- Großgemeinde Xinsheng (新盛镇);
- Großgemeinde Panlong (蟠龙镇);
- Großgemeinde Baimaguan (白马关镇).

Auf Dorfebene existieren 102 Dörfer und 25 Einwohnergemeinden.
Der Sitz der Regierung des Stadtbezirks befindet sich in der Großgemeinde Wan’an.